# Poceaiiv
Poceaiiv (în ucraineană Почаів, transliterat: Poceaiv) este un oraș raional din raionul Kremeneț, regiunea Ternopil, Ucraina. În afara localității principale, mai cuprinde și satul Zatîșșea.

## Demografie
Componența lingvistică a orașului Poceaiiv
     Ucraineană (97,83%)
     Rusă (1,71%)
     Alte limbi (0,35%)
Conform recensământului din 2001, majoritatea populației orașului Poceaiiv era vorbitoare de ucraineană (97,83%), existând în minoritate și vorbitori de rusă (1,71%).